# Soleilhas
Soleilhas är en kommun i departementet Alpes-de-Haute-Provence i regionen Provence-Alpes-Côte d'Azur i sydöstra Frankrike. Kommunen ligger  i kantonen Castellane som ligger i arrondissementet Castellane. År 2022 hade Soleilhas 91 invånare.

## Befolkningsutveckling
Antalet invånare i kommunen Soleilhas
Referens: INSEE